# Jim Cooper
James Hayes Shofner Cooper, född 19 juli 1954 i Nashville, Tennessee, är en amerikansk demokratisk politiker. Han representerade delstaten Tennessees 4:e distrikt i USA:s representanthus 1983–1995 och Tennessees 5:e distrikt 2003–2023.
Han är son till Prentice Cooper som var guvernör i Tennessee 1939-1945. Jim Cooper avlade 1975 sin grundexamen vid University of North Carolina at Chapel Hill. Han avlade sedan 1977 sin master vid Oxfords universitet och 1980 juristexamen vid Harvard Law School.
I 1982 års kongressval besegrade Cooper republikanen Cissy Baker, dottern till Howard Baker som vid den tidpunkten var majoritetsledare i senaten. Cooper omvaldes fem gånger.
I 1994 års senatsval förlorade Cooper stort mot advokaten och skådespelaren Fred Thompson. Cooper gjorde sedan karriär inom affärslivet och undervisade dessutom vid Vanderbilt University.
Kongressledamoten Bob Clement bestämde sig för att kandidera till senaten i 2002 års kongressval i och med att Thompson inte kandiderade till omval. Clement förlorade mot Lamar Alexander men Cooper behöll Clements mandat i kongressen för demokraterna.